# Bükkhegy
Bükkhegy románul: Sintar, falu Romániában, a Bánságban, Temes megyében.

## Fekvése
Lippától délnyugatra fekvő település.

## Története
Bükkhegy nevét 1455-1492 között említette először oklevél Zenthi néven. 1471-ben Bykes, 1808-ban Buchberg, Szintár, 1888-ban Szintár, 1910-ben Bükkhegy néven írták.
Bükkhegy helyén a középkorban Szenti (Zenthi) nevű falu feküdt, amelynek birtokosa a Zenthi család volt. E család neve a településen 1455-1492 között szerepelt. A török hódoltság alatt szerbek telepedtek le itt, akik a falu nevét Sintárra vagy Szintárra változtatták. A románok 1769-ben költöztek ide Arad vidékéről és Hunyad vármegyéből. A jelenlegi  falut a kincstár 1770-1771 között telepítette, német nevét pedig Buchberg Ede kamarai igazgatósági titkártól vette. Az új telepen Neumann lippai sótári tiszt 42 házat építtetett 1782-ben. A délmagyarországi kincstári birtokok elárverezésekor Kishindi Szabó Ferenc vásárolta meg a kincstártól. Utána 1835-ig Szabó Antal volt a földesura. 1835-ben Dessewffy Antal, Temes vármegye alispánja vette meg, és 1848-ban fia Béla nyerte adományként. Itt töltötte gyermekéveit Dessewffy Sándor csanádi püspök, Béla testvére. A Dessewffy-féle birtok idővel több részre oszlott. 1896-ban többek között birtokosai közé tartozott Szabó György, Niamesny Mihály, a Weber testvérek és Mihelits Lujza is.
A trianoni békeszerződés előtt Temes vármegye Lippai járásához tartozott. 1910-ben 327 lakosából 163 román, 157 német, 7 magyar  volt. Ebből 164 római katolikus, 163 görög keleti ortodox volt.